# Peronosporàcies
Peronosporàcia (Peronosporaceae) són una família d'oomicets fitopatògens que conté 17 gèneres amb més de 600 espècies. La majoria d'ells reben el nom de míldiu. El gènere més proper a les peronosporàcies és Phytophthora.
Les peronosporàcia són paràsits obligats de les plantes. Parasiten les seves plantes hoste amb un miceli intracel·lular fent servir haustoris per a penetrar dins les cèl·lules de l'hoste. Els míldius es reprodueixen asexualment formant esporangis sobre característics esporangifors blancs que normalment es formen en el revers de les fulles infectades formant el míldiu. Els esporangis es dispersen pel vent cap a la superfície d'altres fulles. Segons els gèneres de les peronosporàcies, els esporangis poden germinar formant zoospores, de manera similar a com ho fa Phytophthora, o per un tub germinatiu. En aquest darrer cas, els esporangis es comporten com conidis i reben aquest nom. La reproducció sexual és amb oòspores.
Les plantes parasitades són angiospermes, i la majoria de les Peronosporaceae són paràsits de dicoltiledònies herbàcies. Alguns gèneres de míldiums tenen un rang d'hostes més restringit, per exemple, Basidiophora, Paraperonospora, Protobremia i Bremia parasiten les plantes de les famílies Asteraceae; Perofascia i Hyaloperonospora pràcticament només sobre les Brassicaceae; Viennotia, Graminivora, Poakatesthia, Sclerospora i Peronosclerospora sobre les plantes de les famílies Poaceae, Plasmoverna sobre Ranunculaceae. Els gèneres més nombrosos en espècies, Peronospora i Plasmopara, tenen un rang d'hostes molt més gran.
Les peronosoporàcies d'importància econòmica inclouen aquelles que infecten els grans de raïm en la vinya (Plasmopara viticola) i en el tabac (Peronospora tabacina; blue mold). Bremia lactucae parasita l'enciam, Plasmopara halstedii parasita el gira-sol.

## Gèneres
- Basidiophora
- Benua
- Bremia
- Graminivora
- Hyaloperonospora
- Novotelnova
- Paraperonospora
- Perofascia
- Peronospora
- Peronosclerospora
- Plasmopara
- Plasmoverna
- Poakatesthia
- Protobremia
- Pseudoperonospora
- Sclerospora
- Viennotia †